# 粗壮阴地蕨
粗壮阴地蕨（学名：Botrychium robustum）为阴地蕨科阴地蕨属下的一个种目。